# Malmslätt
Malmslätt é uma pequena cidade da província histórica de Gotlândia Oriental, localizada a 4 km a oeste da cidade de Linköping.

Tem cerca de 5 214 habitantes, e pertence ao município de Linköping, no condado de Gotlândia Oriental (Östergötlands län), situado no sul da Suécia.

O Museu da Força Aérea (Flygvapenmuseum) é uma grande atração turística da região.